# Tomasz Demendecki
Tomasz Demendecki (ur. 2 kwietnia 1976 w Dołhobyczowie) – polski prawnik, doktor habilitowany nauk prawnych, nauczyciel akademicki Uniwersytetu Marii Curie-Skłodowskiej w Lublinie, od 2018 sędzia Sądu Najwyższego.

## Życiorys
W 2000 ukończył studia na Wydziale Prawa i Administracji Uniwersytetu Marii Curie-Skłodowskiej. W 2004 na podstawie napisanej pod kierunkiem Mieczysława Sawczuka rozprawy pt. Model kodeksu procesu cywilnego (sądowego) państw członkowskich Wspólnoty Niepodległych Państw – jednolitość a jego odrębności narodowe otrzymał na UMCS stopień naukowy doktora nauk prawnych w zakresie prawa, specjalność: postępowanie cywilne. Tam też na podstawie dorobku naukowego oraz rozprawy pt. Doręczenia w procesie cywilnym uzyskał w 2014 stopień doktora habilitowanego nauk prawnych w zakresie prawa, specjalność: postępowanie cywilne. W pracy naukowej specjalizował się w zakresie procesu cywilnego, w tym międzynarodowego i porównawczego oraz w ustroju organów ochrony prawnej. W 2001 został nauczycielem akademickim na macierzystej uczelni, od 2018 na stanowisku profesora uczelni. Odbył staże naukowe na uczelniach w Wilnie, Lwowie, Pilznie i Mińsku. Autor publikacji naukowych, komentarzy i glos, a także członek redakcji czasopism naukowych. Był promotorem pracy doktorskiej Łukasza Piebiaka.
Był m.in. członkiem podkomisji ds. procesu cywilnego w Komisji Kodyfikacyjnej Prawa Cywilnego (2012–2015), ekspertem i recenzentem Narodowego Centrum Badań i Rozwoju (od 2010) oraz recenzent w programie Ministerstwa Nauki i Szkolnictwa Wyższego Diamentowy Grant. W 2007 ekspert w komisji międzyresortowej ds. wolności działalności gospodarczej przy Kancelarii Prezesa Rady Ministrów, później ekspert ds. prawa gospodarczego i energetycznego Business Centre Club. Należał do organów nadzorczych i zarządzających spółek z udziałem Skarbu Państwa. Wykonywał zawód adwokata, a od 2014 do 2018 komornika.
W 2018 powołany do pełnienia urzędu sędziego Sądu Najwyższego w Izbie Kontroli Nadzwyczajnej i Spraw Publicznych, przy czym legalność tej nominacji budzi kontrowersje. 
W 2019 wszedł w skład kolegium SN. W 2020 był jednym z pięciorga kandydatów na prezesa Sądu Najwyższego, jednak nie został wybrany na to stanowisko. W 2021 był jednym z sześciorga kandydatów w konkursie na polskiego sędziego Trybunału Sprawiedliwości Unii Europejskiej.